# John William Fenton
John William Fenton, né le 12 mars 1828 à Kinsale dans le comté de Cork en Irlande et décédé le 28 avril 1890 en Californie, est un musicien britannique qui fut conseiller étranger au Japon pendant l'ère Meiji. Il est considéré comme le « premier chef d'un groupe musical au Japon » et le « père des groupes musicaux du Japon ». Fenton est surtout connu pour avoir fait en sorte que le Kimi ga yo devienne l'hymne national du Japon.
Fenton est considéré comme écossais en Écosse mais il est aussi considéré comme irlandais étant né sur cette île. Les journalistes qui écrivent sur Fenton le considèrent généralement comme britannique.

## Chef d'un groupe musical au Japon
Fenton, chef d'un groupe musical dans l'armée britannique, arriva au Japon avec son régiment en 1868. L'opération militaire avait pour but d'assurer une protection militaire à la communauté étrangère de Yokohama menacée par les troubles de la guerre du Boshin.
Des cadets de la Marine japonaise entendirent les répétitions du groupe de Fenton, et ils convainquirent celui-ci de devenir leur instructeur. Le groupe central de la force maritime d'autodéfense japonaise est traditionnellement considéré comme le premier groupe musical de la Marine japonaise. Par la suite, Fenton commanda des instruments de Londres pour ses élèves japonais.
Lorsque le régiment quitta le Japon en 1871, Fenton resta dans ce pays encore six ans de plus, travaillant comme chef musical dans la Marine et plus tard à la cour impériale.

## L'hymne national du Japon
En 1869, Fenton réalisa que le Japon n'avait pas d'hymne national et le gouvernement était convaincu qu'une nation moderne en avait besoin. Ainsi, Fenton travailla en collaboration avec le capitaine d'artillerie Iwao Ōyama, qui était issu d'une famille de samouraï du domaine de Satsuma. Ōyama avait une très bonne connaissance des littératures japonaises et chinoises et chercha un poème japonais convenable qui pouvait être transformé en musique. Il choisit un poème du Xe siècle qui priait pour la longévité du "seigneur" (mot généralement considéré comme désignant l'empereur). Ces mots devinrent les paroles de l'hymne.
Ces paroles furent choisis pour leurs similitudes avec celles de l'hymne britannique (God Save the Queen). Fenton déclara que ces mots et cette musique était ce qu'avait besoin l'hymne japonais.
Ōyama demanda à Fenton de composer la mélodie, mais plus tard certains se plaignirent qu'il y avait trop de similitudes avec une musique de luth de Satsuma. La mélodie fut jouée devant l'empereur en 1870. Ainsi, Fenton eut trois semaines pour composer la musique et seulement quelques jours pour répéter avant de jouer l'hymne devant l'empereur.
La musique de Fenton fut la première version du Kimi ga yo. Cette version était jouée chaque année au sanctuaire Myōkōji de Yokohama. Ce temple était situé près de l'endroit où travaillait Fenton.
En 1880, l'agence impériale adopta une mélodie modifiée attribuée à Hiromori Hayashi. Bien que cette mélodie était basée sur la musique traditionnelle de la cour japonaise, elle était composée dans un style mixte dérivant des hymnes occidentaux. Certains arrangements de la version de Fenton furent retenus. En 1879-80, un musicien allemand et conseiller étranger adapta la mélodie avec des harmonies occidentales. La version développée par Franz Eckert  et utilisant les thèmes de Fenton et Hayashi devint la seconde et actuelle version du Kimi ga yo. L'harmonisation et l'orchestration du Kimi ga yo est issu du travail combiné de ces trois musiciens influents.

## Dernières années
Le coût du salaire de Fenton durant ses six années au Japon était partagé par la Marine et le département de musique du palais impérial (bureau gagaku).
La première femme de Fenton, Annie Maria, meurt en 1871 à l'âge de 40 ans. Sa tombe se trouve au cimetière d'Aoyama. Il se remaria. En avril 1877, Fenton quitta le Japon avec sa nouvelle femme, Jane Pilkington. Le couple se rendit à San Francisco.
Sept ans plus tard, la présence de Fenton fut rapportée en Écosse mais à un moment donné, il retourna en Californie où il mourut le 28 avril 1890. Il est enterré à Santa Cruz.